# Рост населения
Рост населе́ния — увеличение числа людей. Глобальный рост населения Земли составляет около 75 миллионов, или 1.1% в год. Мировое население выросло с 1 миллиарда в 1800 году до 8 миллиардов в 2023. Ожидается, что население продолжит расти и достигнет 10 миллиарда к середине 2050-х. Вместе с тем, уже в 2022 году население Земли превысило 8 миллиардов человек, а ежегодное увеличение численности достигло почти 100 миллионов. Это может означать превышение над ранее сделанными прогнозами, что будет иметь неблагоприятные последствия для человечества и окружающей среды. Так, многие страны с быстрым ростом населения имеют низкий уровень жизни, тогда как многие страны с низким ростом населения имеют высокий уровень жизни.
| Население                          | Население | Население      |
| Промежуток, лет                    | Год       | Человек, млрд. |
| ---------------------------------- | --------- | -------------- |
| около 301800                       | 1800      | 1              |
| 127                                | 1927      | 2              |
| 33                                 | 1960      | 3              |
| 14                                 | 1974      | 4              |
| 13                                 | 1987      | 5              |
| 12                                 | 1999      | 6              |
| 12                                 | 2011      | 7              |
| 11                                 | 2022      | 8              |
| 14                                 | 2037*     | 9              |
| 18                                 | 2055*     | 10             |
| 33                                 | 2088*     | 11             |
| * UNFPA Оценка Фонда ООН 2017 года |           |                |

## Общие тенденции роста

Динамика численности населения мира, в миллиардах человек с 10 000 года до н. э. по 2000 год н. э.

В работах Хайнца фон Фёрстера, А. В. Коротаева, С. П. Капицы, Майкла Кремера и других учёных показано, что рост населения Земли в течение последних 6 тыс. лет (вплоть до 1960—1970-х годов) следовал гиперболическому закону, то есть абсолютные темпы роста населения Земли были в тенденции прямо пропорциональны квадрату его численности.
На самом деле, население не только росло, но и временами уменьшалось скачкообразно вследствие разрушительных войн, затяжных конфликтов и эпидемий. При перенаселении, изменениях климата и истощении пищевых ресурсов, прежде многолюдные поселения часто обращались в забытые руины, как это произошло в древности в регионах Сахары. Тем не менее, это не повлияло на общую тенденцию роста населения Земли. Согласно исследованиям С. П. Капицы, несмотря на то, что мировые войны в XX веке привели к гибели около 100 миллионов человек (5 % населения мира), а от «чёрной смерти» — пандемии чумы — в XIV веке вымерло 30 % населения Европы, «человечество всегда очень быстро восполняло потери и возвращалось на прежнюю траекторию роста». 
Историк Фернан Бродель писал:

Такова совокупность фактов, образующая тот биологический Старый порядок, о котором мы говорили: в целом это равные права жизни и смерти, очень высокая детская смертность, голодовки, хроническое недоедание, мощные
эпидемии. Давление этого порядка едва смягчается во времена подъема в XVIII в., разумеется, по-разному, в зависимости от места. Лишь определенная часть Европы, даже не вся Западная Европа, начинает от него освобождаться...
...Если бы потребовалось обобщить главнейшие черты этого Старого порядка, то важно было бы, без сомнения, подчеркнуть его способность к компенсации в течение кратковременных циклов, столь же мощных, если и не
столь же быстрых, как те неожиданные удары, какие обрушиваются на живущих. В долгосрочном плане компенсация происходит незаметно, но в конечном счете ей принадлежит последнее слово. Отлив никогда не уносит полностью то, что принес предшествовавший прилив. Этот долгосрочный подъем, трудный и удивительный, представляет триумф количества, от которого столько зависело.

Рост населения на Западе начался в период индустриализации в конце XVIII века. Причины «Современного роста населения» были исследованы британским учёным-медиком Томасом МакКьюэном (1912—1988). В своих публикациях, МакКьюэн выдвигает четыре основные идеи о росте населения: 
1. Маккьюэн заключил, что рост населения, наблюдаемый в XIX веке, был вызван не столько повышением рождаемости, сколько снижением смертности, особенно детской смертности и младенческой смертности,[9][6]
2. Снижение смертности объясняется повышением уровня жизни, в частности улучшением питания,
3. Его наиболее спорной идеей было то, что он усомнился в эффективности реформ общественного здравоохранения: санитарно-технических реформ, вакцинации и карантина,[10]
4. Также споры вокруг «тезиса Маккьюэна», затмили его гораздо более важный аргумент о том, что лечебные медицинские меры сыграли небольшую роль в снижении смертности не только до середины 20-го века, но вплоть до конца XX века.[9][11]

Хотя тезис Маккьюэна сильно оспаривается, недавние исследования подтвердили правильность его идей. Его работа имеет решающее значение для сегодняшнего понимания роста населения, контроля рождаемости, общественного здравоохранения и медицинского обслуживания. Маккьюэн оказал большое влияние на многих исследователей в области народонаселения, таких как лауреаты Нобелевской премии Роберт Фогель (1993 год) и Ангус Дитон (2015 год). Последний считал Маккьюэна «основателем социальной медицины».
До II тыс. н. э. население в наибольшей мере концентрировалось в субтропических зонах Средиземноморья и Азии (Месопотамия, Древняя Индия, Древний Китай) между 20° и 40° с. ш., во II тысячелетии наибольший (стократный в Англии и на равнинах Рейна) прирост населения пришёлся на лесостепь и широколиственные леса (регионы с умеренным климатом). С начала XXI века почти весь рост населения (около 97 %) приходится на развивающиеся страны Африки, Азии и Латинской Америки. Начиная с 1960-х годов относительные темпы роста населения стали сокращаться, и на смену мировому гиперболическому демографическому росту пришёл другой тип роста — логистический — что можно считать вполне логичным результатом глобального демографического перехода. При этом, однако, абсолютный годовой прирост населения снижается незначительно; своего пика он достиг в 1990 году — 87,4 млн чел., за 2002 год прирост составил 74 млн, в 2014 году — около 87 миллионов.

## Коэффициент прироста населения
«Коэффициент прироста населения» — это скорость, с которой число особей в популяции возрастает за определённый период времени, выраженный как доля от первоначальной популяции. В частности, коэффициент прироста населения относится к изменению численности населения за единицу времени, часто выражаемому в процентах от числа особей в популяции в начале этого периода. Это можно записать как формулу, справедливую для достаточно малого временного интервала:
{\displaystyle V={\frac {P(t_{2})-P(t_{1})}{P(t_{1})(t_{2}-t_{1})}}}
Положительный коэффициент роста указывает на то, что численность населения растёт, а отрицательный коэффициент роста свидетельствует о снижении численности населения. Коэффициент роста, равный нулю, указывает на то, что в начале и конце периода было одинаковое число лиц - коэффициент роста может быть равен нулю, даже если происходят существенные изменения в коэффициентах рождаемости, смертности, иммиграции.
Связанная мера - нетто-коэффициент воспроизводства. При отсутствии миграции показатель чистой репродукции, превышающий 1, указывает на то, что численность женщин увеличивается, а чистый коэффициент воспроизводства менее 1 (рождаемость ниже уровня воспроизводства) указывает на то, что численность женщин уменьшается.
Большинство популяций не растёт экспоненциально, скорее они следуют логистической модели. Как только население достигнет своей предельной нагрузки, оно стабилизируется, и экспоненциальная кривая будет выравниваться в сторону ёмкости среды, что обычно происходит, когда население истощает большинство своих природных ресурсов.
Логистическое уравнение
{\displaystyle {\frac {dP}{dt}}=kP(1-{\frac {P}{K}})}
Где,
{\displaystyle P(t)}= население через время t
{\displaystyle t}= время роста населения
{\displaystyle k}= относительный коэффициент скорости роста
{\displaystyle K}= предельная нагрузка; максимальный размер популяции вида, который среда может безусловно стабильно поддерживать, обеспечивать пищей, укрытием, водой и другими необходимыми благами.
Аналитическое логистическое решение

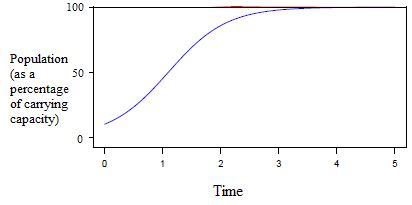
Логистический рост населения.

Это дифференциальное уравнение в частных производных, которое может быть получено путём интегрирования. Аналитическое решение полезно для анализа поведения популяционных моделей.
{\displaystyle \int {\frac {dP}{P(1-{\frac {P}{K}})}}=\int k\cdot dt}
Работая только с левой стороной уравнения, дробь в знаменателе исключается путём умножения на переменную K, а затем дробь делится на 2.
{\displaystyle {\frac {1}{P(1-{\frac {P}{K}})}}\cdot {\frac {K}{K}}={\frac {K}{P(K-P)}}}
{\displaystyle {\frac {K}{P(K-P)}}={\frac {1}{P}}+{\frac {1}{K-P}}}
Разложенная дробь интегрируется легче.
{\displaystyle \int ({\frac {1}{P}}+{\frac {1}{K-P}})dP=\int k\cdot dt}
после интегрирования и использования метода подстановки, мы получаем
{\displaystyle -\ln \left\vert P\right\vert +\ln \left\vert K-P\right\vert =-kt-C}
{\displaystyle \ln \left\vert {\frac {K-P}{P}}\right\vert =-kt-C}
Возведите в степень обе части, чтобы избавиться от натурального логарифма. Это то, что останется:
{\displaystyle \left\vert {\frac {K-P}{P}}\right\vert =e^{-kt-C}}
Избавьтесь от абсолютного значения и разбейте {\displaystyle e} на 2 части.
{\displaystyle {\frac {K-P}{P}}=\pm e^{-C}e^{-kt}}
Пусть {\displaystyle A=\pm e^{-C}}, тогда
{\displaystyle {\frac {K-P}{P}}=Ae^{-kt}}
Решите {\displaystyle P} для получения явного решения логистического уравнения:
{\displaystyle P(t)={\frac {K}{1+Ae^{-kt}}}}; где {\displaystyle A={\frac {K-P_{0}}{P_{0}}}} и {\displaystyle P_{0}=} начальное население в t = 0.

## Суммарный коэффициент рождаемости
| 7–8 детей 6–7 детей | 5–6 детей 4–5 детей | 3–4 ребёнка 2–3 ребёнка | 1–2 ребёнка 0–1 ребёнок |

Карта мира, показывающая глобальные колебания коэффициента рождаемости на женщину в соответствии с данными ЦРУ World Factbook за 2016 год
7–8 детей
6–7 детей
5–6 детей
4–5 детей
3–4 ребёнка
2–3 ребёнка
1–2 ребёнка
0–1 ребёнок

Оценка населения на разных континентах в период с 1950 по 2050 год по данным ООН. Вертикальная ось является логарифмической и считается в миллионах людей.

Коэффициент роста мирового населения в промежутке 1950–2050 гг

В 2009 году ежегодные темпы роста составили 1,1%. Всемирная книга фактов ЦРУ даёт ежегодный уровень рождаемости, смертности и темпов роста в мире: 1,86%, 0,78% и 1,08%, соответственно За последние 100 лет произошло массовое четырёхкратное увеличение населения из-за медицинских достижений, снижения смертности и повышения производительности сельского хозяйства, что стало возможным благодаря "зелёной революции".
Ежегодное увеличение числа живых людей достигло пика в 1989 году - 88,0 млн. человек, затем в 2003 году оно медленно уменьшилось до 73,9 млн. человек, после чего в 2006 году оно вновь возросло до 75,2 млн. человек. В 2009 году численность населения увеличилась на 74,6 млн. человек. Как правило, в последние десятилетия в развитых странах наблюдается замедление темпов роста населения. Ежегодные темпы роста остаются выше 2% в бедных странах Ближнего Востока и Африки южнее Сахары, а также в Южной Азии, Юго-Восточной Азии и Латинской Америке.
В некоторых странах численность населения снижается, особенно в Восточной Европе, в основном из-за низких показателей рождаемости, высокой смертности и эмиграции. В Южной Африке рост замедляется из-за большого числа смертей, связанных со СПИДом. Некоторые страны Западной Европы также могут испытывать сокращение численности населения. Население Японии начало снижаться в 2005 году; Сейчас в ней самый высокий уровень средней продолжительности жизни в мире.
Департамент по экономическим и социальным вопросам ООН прогнозирует, что население мира достигнет пика в более чем 10 миллиардов в конце XXI века, но Санджив Саньял утверждает, что глобальная рождаемость будет ниже коэффициента замещения в 2020-х годах и что численность населения мира достигнет пика ниже 9 миллиардов к 2050 году, после чего последует продолжительное снижение. В исследовании 2014 года Science делается вывод о том, что к 2100 году численность населения в мире достигнет 11 миллиардов человек с 70% вероятностью продолжения роста в 22-м веке.
В 2015 году, по данным Росстата, суммарный коэффициент рождаемости в России составил 1,78. В городской местности значение коэффициента составило 1,678, в сельской местности — 2,111. За период с 2006 по 2013 годы суммарный коэффициент рождаемости в РФ увеличился на 30,8 %.

## Рост по странам

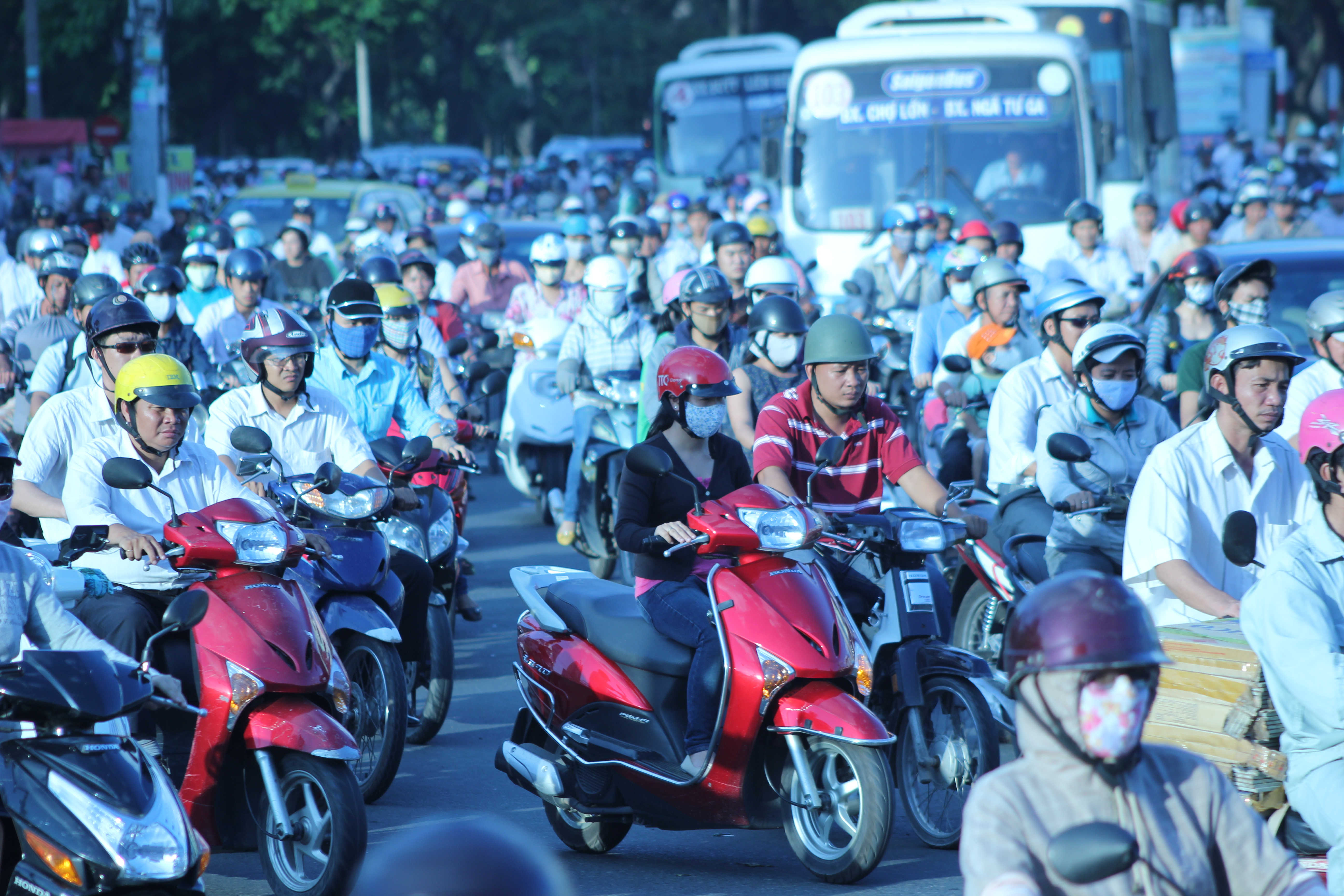
Тысячи мотороллеров пробиваются через город Хошимин, Вьетнам.

Согласно статистике народонаселения Организации Объединённых Наций, численность населения мира увеличилась на 30%, или 1,6 млрд. человек, в период с 1990 по 2010 год. По количеству людей это увеличение было самым высоким в Индии (350 млн.) и Китае (196 млн.). Рост населения был одним из самых высоких в Объединённых Арабских Эмиратах (315%) и Катаре (271%).
| Место | Страна    | Население в 1990 | Население в 2010 | Население в 2018 | Прирост (%) 1990–2010 | Прирост (%) 2010–2018 |
| ----- | --------- | ---------------- | ---------------- | ---------------- | --------------------- | --------------------- |
|       | Мир       | 5294 млн         | 6970 млн         | 7663 млн         | 31,7%                 | 10%                   |
| 1     | Китай     | 1135 млн         | 1338 млн         | 1403 млн         | 17,9%                 | 4,9%                  |
| 2     | Индия     | 870 млн          | 1241 млн         | 1369 млн         | 42,6%                 | 10,3%                 |
| 3     | США       | 250 млн          | 309 млн          | 326 млн          | 23,6%                 | 5,5%                  |
| 4     | Индонезия | 182 млн          | 244 млн          | 267 млн          | 34%                   | 9,4%                  |
| 5     | Бразилия  | 150 млн          | 196 млн          | 210 млн          | 30,6%                 | 7,1%                  |
| 6     | Пакистан  | 115 млн          | 194 млн          | 219 млн          | 68,7%                 | 12,8%                 |
| 7     | Нигерия   | 95 млн           | 161 млн          | 198 млн          | 69,4%                 | 23%                   |
| 8     | Бангладеш | 107 млн          | 148 млн          | 163 млн          | 38,3%                 | 10,1%                 |
| 9     | Россия    | 148 млн          | 142 млн          | 144 млн          | -4,1%                 | 1,4%                  |
| 10    | Япония    | 123 млн          | 128 млн          | 126 млн          | 4%                    | -1,6%                 |
| 11    | Мексика   | 81 млн           | 112 млн          | 124 млн          | 38,3%                 | 10,7%                 |

| Государство           | Население в 1967   | Население в 1990  | Население в 1994  | Население в 2002     | Население в 2008             | Ожидаемая продолжительность жизни в годах (2008) | Прирост населения с 1960-х по 2007–2011 |
| --------------------- | ------------------ | ----------------- | ----------------- | -------------------- | ---------------------------- | ------------------------------------------------ | --------------------------------------- |
| Эритрея*              | Н/Д*               | Н/Д*              | 3,437,000         | 4,298,269            | 5,673,520                    | 61                                               | 2,236,520                               |
| Эфиопия*              | 23,457,000*        | 50,974,000*       | 54,939,000        | 67,673,031(2003)     | 79,221,000                   | 55                                               | 55,764,000                              |
| Судан†                | 14,355,000†        | 25,204,000†       | 27,361,000†       | 38,114,160 (2003)†   | 42,272,000†                  | 50†                                              | 27,917,000                              |
| Чад                   | 3,410,000          | 5,679,000         | 6,183,000         | 9,253,493(2003)      | 10,329,208 (2009)            | 47                                               | 6,919,205                               |
| Нигер                 | 3,546,000          | 7,732,000         | 8,846,000         | 10,790,352 (2001)    | 15,306,252 (2009)            | 44                                               | 11,760,252                              |
| Нигерия               | 61,450,000         | 88,500,000        | 108,467,000       | 129,934,911          | 158,259,000                  | 47                                               | 96,809,000                              |
| Мали                  | 4,745,000          | 8,156,000,        | 10,462,000        | 11,340,480           | 14,517,176(2010).            | 50                                               | 9,772,176                               |
| Мавритания            | 1,050,000          | 2,025,000         | 2,211,000         | 2,667,859 (2003)     | 3,291,000 (2009)             | 54                                               | 2,241,000                               |
| Сенегал               | 3,607,000          | 7,327,000         | 8,102,000         | 9,967,215            | 13,711,597 (2009)            | 57                                               | 10,104,597                              |
| Гамбия                | 343,000            | 861,000           | 1,081,000         | 1,367,124 (2000)     | 1,705,000                    | 55                                               | 1,362,000                               |
| Алжир                 | 11,833,126 (1966)  | 25,012,000        | 27,325,000        | 32,818,500 (2003)    | 34,895,000                   | 74                                               | 23,061,874                              |
| ДРК                   | 16,353,000         | 35,562,000        | 42,552,000        | 55,225,478 (2003)    | 70,916,439                   | 54                                               | 54,563,439                              |
| Египет                | 30,083,419 (1966)  | 53,153,000        | 58,326,000        | 70,712,345 (2003)    | 79,089,650                   | 72                                               | 49,006,231                              |
| Реюньон               | 418,000            | Н/Д               | Н/Д               | 720,934 (2003)       | 827,000 (2009)               | Н/Д                                              | 409,000                                 |
| Фолклендские острова  | 2,500              | Н/Д               | Н/Д               | 2,967 (2003)         | 3,140(2010)                  | Н/Д                                              | 640                                     |
| Чили                  | 8,935,500          | 13,173,000        | 13,994,000        | 15,116,435           | 17,224,200 (2011)            | 77                                               | 8,288,700                               |
| Колумбия              | 19,191,000         | 32,987,000        | 34,520,000        | 41,088,227           | 45,925,397(2010)             | 73                                               | 26,734,397                              |
| Бразилия              | 85,655,000         | 150,368,000       | 153,725,000       | 174,468,575 (2000)   | 190,732,694(2010)            | 72                                               | 105,077,694                             |
| Мексика               | 45,671,000         | 86,154,000        | 93,008,000        | 103,400,165 (2000)   | 112,322,757(2010)            | 76                                               | 66,651,757                              |
| Фиджи                 | 476,727 (1966)     | 765,000           | 771,000           | 844,330 (2001)       | 849,000 (2010)               | 70                                               | 372,273                                 |
| Науру                 | 6,050 (1966)       | 10,000            | Н/Д               | 12,329               | 9,322 (2011)                 | Н/Д                                              | 3,272                                   |
| Ямайка                | 1,876,000          | 2,420,000         | 2,429,000         | 2,695,867 (2003)     | 2,847,232(2010)              | 74                                               | 971,232                                 |
| Австралия             | 11,540,764 (1964)  | 17,086,000        | 17,843,000        | 19,546,792 (2003)    | 27 236 353 (2010)            | 82                                               | 10,066,508                              |
| Албания               | 1,965,500 (1964)   | 3,250,000         | 3,414,000         | 3,510,484            | 2,986,952 (Июль 2010) (2010) | 78                                               | 1,021,452                               |
| Польша                | 31,944,000         | 38,180,000        | 38,554,000        | 38,626,349 (2001)    | 38,192,000(2010)             | 75                                               | 6,248,000                               |
| Венгрия               | 10,212,000         | 10,553,000        | 10,261,000        | 10,106,017           | 9,979,000(2010)              | 73                                               | -142,000                                |
| Болгария              | 8,226,564 (1965)   | 8,980,000         | 8,443,000         | 7,707,495(2000)      | 7,351,234 (2011)             | 73                                               | -875,330                                |
| Великобритания        | 55,068,000 (1966)  | 57,411,000        | 58,091,000        | 58,789,194           | 62,008,048 (2010)            | 79                                               | 7,020,048                               |
| Ирландия              | 2,884,002 (1966)   | 3,503,000         | 3,571,000         | 3,840,838 (2000)     | 4,470,700 (2010)             | 78                                               | 1,586,698                               |
| Китай (КНР)           | 720,000,000        | 1,139,060,000     | 1,208,841,000     | 1,286,975,468 (2004) | 1,339,724,852(2010)          | 73                                               | 619,724,852                             |
| Япония‡               | 98,274,961 (1965)  | 123,537,000       | 124,961,000       | 127,333,002          | 127,420,000 (2010)           | 82                                               | 28,123,865                              |
| Рюкю‡                 | 934,176 (1965)     | Н/Д               | Н/Д               | Н/Д                  | Н/Д                          | Н/Д                                              | Н/Д                                     |
| Индия#                | 511,115,000        | 843,931,000       | 918,570,000       | 1,028,610,328 (2001) | 1,210,193,422(2011)          | 69                                               | 699,078,422                             |
| Сингапур              | 1,956,000 (1967)   | 3,003,000 (1990)  | 2,930,000 (1994)  | 4,452,732 (2002)     | 5,076,700(2010)              | 82 (2008)                                        | 3,120,700                               |
| Сикким#               | 183,000 (1967)     | Н/Д               | Н/Д               | Н/Д                  | Н/Д                          | Н/Д                                              | Н/Д                                     |
| Монако                | 24,000 (1967)      | 29,000 (1990)     | Н/Д (1994)        | 31,842 (2000)        | 35,586 (2010)                | (2008)                                           | 1,586                                   |
| Греция                | 8,716,000 (1967)   | 10,123,000 (1990) | 10,426,000 (1994) | 10,964,020(2001)     | 11,305,118(2011)             | Н/Д (2008)                                       | 2,589,118                               |
| Фарерские острова     | 38,000 (1967)      | Н/Д(1990)         | Н/Д(1994)         | 46,345 (2000)        | 48,917(2010)                 | Н/Д (2008)                                       | 18,917                                  |
| Лихтенштейн           | 20,000 (1967)      | 29,000 (1990)     | Н/Д (1994)        | 33,307(2000)         | 35,789(2009)                 | (2008)                                           | 15,789                                  |
| Южная Корея           | 29,207,856 (1966)  | 42,793,000 (1990) | 44,453,000 (1994) | 48,324,000 (2003)    | 48,875,000(2010)             | (2008)                                           | 19,667,144                              |
| КНДР                  | 12,700,000 (1967)  | 21,773,000 (1990) | 23,483,000 (1994) | 22,224,195 (2002)    | 24,051,218(2010)             | (2008)                                           | 11,351,218                              |
| Бруней                | 107,200 (1967)     | 266,000(1990)     | 280,000 (1994)    | 332,844 (2001)       | 401,890(2011)                | 76(2008)                                         | 306,609                                 |
| Малайзия              | 10,671,000 (1967)  | 17,861,000 (1990) | 19,489,000 (1994) | 21,793,293(2002)     | 27,565,821(2010)             | (2008)                                           | 16,894,821                              |
| Таиланд               | 32,680,000 (1967)  | 57,196,000 (1990) | 59,396,000 (1994) | 60,606,947(2000)     | 63,878,267(2011)             | (2008)                                           | 31,198,267                              |
| Ливан                 | 2,520,000 (1967)   | 2,701,000 (1990)  | 2,915,000 (1994)  | 3,727,703 (2003)     | 4,224,000(2009)              | - (2008)                                         |                                         |
| Сирия                 | 5,600,000 (1967)   | 12,116,000 (1990) | 13,844,000 (1994) | 17,585,540 (2003)    | 22,457,763(2011)             | -(2008)                                          |                                         |
| Бахрейн               | 182,00 (1967)      | 503,000 (1990)    | 549,000 (1994)    | 667,238 (2003)       | 1,234,596 (2010)             | 75(2008)                                         |                                         |
| Шри-Ланка             | 11,741,000 (1967)  | 16,993,000 (1990) | 17,685,000 (1994) | 19,607,519 (2002)    | 20,238,000 (2010)            | - (2008)                                         |                                         |
| Швейцария             | 6,050,000 (1967)   | 6.712,000 (1990)  | 6,994,000 (1994)  | 7,261,200 (2002)     | 7,866,500 (2010)             | - (2008)                                         |                                         |
| Люксембург            | 335,000 (1967)     | 381,000 (1990)    | 401,000 (1994)    | 439,539 (2001)       | 511,840(2011)                | -(2008)                                          |                                         |
| Румыния               | 19,105,056 (1966)  | 23,200,000 (1990) | 22,736,000 (1994) | 21,680,974 (2002)    | 21,466,174 (2011)            | - (2008)                                         |                                         |
| Ниуэ                  | 1,900 (1966)       | Н/Д (1990)        | Н/Д (1994)        | 2,134 (2002)         | 1,398(2009)                  | Н/Д (2008)                                       | -502                                    |
| Токелау               | 5,194 (1966)       | Н/Д (1990)        | Н/Д (1994)        | 1,445(2001)          | 1,416(2009)                  | Н/Д (2008)                                       | -3,778                                  |
| Аргентина             | 32,031,000 (1967)  | 32,322,000(1990)  | 34,180,000 (1994) | 37,812,817 (2002)    | 40,091,359 (2010)            | 74 (2008)                                        | 8,060,359                               |
| Франция               | 49,890,660 (1967)  | 56,440,000(1990)  | 57,747,000 (1994) | 59,551,000 (2001)    | 63,136,180(2011)             | 81 (2008)                                        |                                         |
| Италия                | 52,334,000(1967)   | 57,662,000 (1990) | 57,193,000 (1994) | 56,995,744 (2002)    | 60,605,053 (2011)            | 80 (2008)                                        |                                         |
| Маврикий              | 774,000 (1967)     | 1,075,000(1990)   | 1,104,000(1994)   | 1,179,137 (2000)     | 1,288,000 (2009)             | 75 (2008)                                        | 514,000                                 |
| Гватемала             | 4,717,000 (1967)   | 9,197,000 (1990)  | 10,322,000 (1994) | 12,974,361 (2000)    | 13,276,517 (2009)            | 70 (2008)                                        | 8,559,517                               |
| Куба                  | 8,033,000 (1967)   | 10,609,000 (1990) | 10,960,000 (1994) | 11,177,743 (2002)    | 11,239,363(2009)             | 77 (2008)                                        |                                         |
| Барбадос              | 246,000 (1967)     | 255,000 (1990)    | 261,000 (1994)    | 250,012 (2001)       | 284,589(2010)                | 73 (2008)                                        | 18,589                                  |
| Самоа                 | 131,377 (1967)     | 164,000 (1990)    | 164,000 (1994)    | 178,173 (2003)       | 179,000(2009)                | Н/Д (2008)                                       |                                         |
| Швеция                | 7,765,981 (1967)   | 8,559,000 (1990)  | 8,794,000 (1994)  | 8,920,705 (2002)     | 9,354,462 (2009)             | 81 (2008)                                        |                                         |
| Финляндия             | 4,664,000 (1967)   | 4,986,000 (1990)  | 5,095,000 (1994)  | 5,175,783 (2002)     | 5,374,781 (2010)             | Н/Д (2008)                                       |                                         |
| Португалия            | 9,440,000 (1967)   | 10,525,000 (1990) | 9,830,000 (1994)  | 10,355,824 (2001)    | 10,647,763(2011)             | Н/Д (2008)                                       |                                         |
| Австрия               | 7,323,981 (1967)   | 7,712,000 (1990)  | 8,031,000 (1994)  | 8,032,926 (2001)     | 8,404,252 (2011)             | Н/Д (2008)                                       |                                         |
| Ливия                 | 1,738,000 (1967)   | 4,545,000 (1990)  | 5,225,000(1994)   | 5,499,074 (2002)     | 6,420,000 (2009)             | 77 (2008)                                        |                                         |
| Перу                  | 12,385,000 (1967)  | 21,550,000 (1990) | 23,080,000(1994)  | 27,949,639 (2002)    | 29,496,000(2010)             | 70 (2008)                                        |                                         |
| Гвинея-Бисау          | 528,000 (1967)     | 965,000 (1990)    | 1,050,000 (1994)  | 1,345,479 (2002)     | 1,647,000(2009)              | 48 (2008)                                        |                                         |
| Ангола                | 5,203,066 (1967)   | 10,020,000 (1990) | 10,674,000 (1994) | 10,766,500(2003)     | 18,498,000(2009)             | (38 2008)                                        |                                         |
| Экваториальная Гвинея | 277,000 (1967)     | 348,000 (1990)    | 389,000 (1994)    | 474,214 (2000)       | 676,000(2009)                | 61 (2008)                                        |                                         |
| Бенин                 | 2,505,000 (1967)   | 4,736,000 (1990)  | 5,246,000(1994)   | 8,500,500 (2002)     | 8,791,832 (2009)             | 59 (2008)                                        |                                         |
| Лаос                  | 2,770,000 (1967)   | 4,139,000 (1990)  | 4,742,000 (1994)  | 5,635,967 (2002)     | 6,800,000 (2011)             | 56(2008)                                         |                                         |
| Непал                 | 10,500,000 (1967)  | 18,961,000 (1990) | 21,360,000 (1994) | 25,284,463 (2002)    | 29,331,000 (2009)            | (2008)                                           |                                         |
| Иран                  | 25,781,090 (1966)  | 54,608,000(1990)  | 59,778,000(1994)  | 66,622,704 (2002)    | 75,330,000 (2010)            | 71 (2008)                                        |                                         |
| Канада                | 20,014,880 (1966)  | 26,603,000(1990)  | 29,248,000(1994)  | 31,081,900 (2001)    | 32,623,490(2011)             | 81 (2008)                                        |                                         |
| США                   | 199,118,000 (1967) | 249,995,000(1990) | 260,650,00(1994)  | 281,421,906 (2000)   | 308,745,538(2010)            | 78(2008)                                         |                                         |
| Уганда                | 7,931,000 (1967)   | 18,795,000 (1990) | 20,621,000(1994)  | 24,227,297 (2002)    | 32,369,558 (2009)            | 52 (2008)                                        |                                         |

Заметки
* Эритрея покинула Эфиопию в 1991.
† Разделён на Судан и Южный Судан в 2011.
‡ Япония и Рюкю объединены в 1872.
# Индия и Сикким объединены в 1975.
| Рост населения 1990–2012 (%) | Рост населения 1990–2012 (%) |
| ---------------------------- | ---------------------------- |
| Африка                       | 73,3%                        |
| Ближний Восток               | 68,2%                        |
| Азия (без Китая)             | 42,8%                        |
| Китай                        | 19,0%                        |
| ОЭСР Америка                 | 27,9%                        |
| Не-ОЭСР Америка              | 36,6%                        |
| ОЭСР Европа                  | 11,5%                        |
| ОЭСР Азия Океания            | 11.1%                        |
| Не-ОЭСР Европа и Евразия     | -0,8%                        |

## В будущем

Расчётная численность населения от 10000 до н.э. до 2000 года н.э.

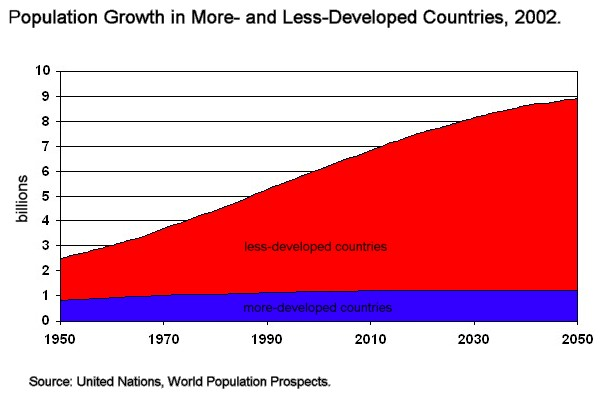
Большинство населения мира сегодня растёт в менее развитых странах.

Согласно пересмотренному в ООН прогнозу на 2010 год, по отношению предположений народонаселения, численность населения мира достигнет своего пика в 10,1 миллиард человек в 2100 году, заметно увеличившись по сравнению с 7 млрд в 2011 году. В документе, подготовленном в 2014 году демографами из нескольких университетов и Отделом народонаселения Организации Объединённых Наций, прогнозируется, что население мира достигнет примерно 10,9 млрд. человек в 2100 году и продолжит расти в последующий период. Однако некоторые эксперты оспаривают цифры ООН и утверждают, что в 2020-е годы уровень рождаемости будет ниже коэффициента замещения. Согласно их прогнозам, рост населения будет поддерживаться только до 2040-х годов за счёт увеличения продолжительности жизни, но достигнет пика ниже 9 млрд. к 2050 году.
Согласно прогнозу департамента по экономическим и социальным вопросам ООН на 2022 год, численность населения планеты к 2030 году достигнет 8,5 млрд. человек, а к 2050 - 9,7 млрд. Максимум численности населения Земли придется на 2080-е годы и составит 10,4 млрд человек. На этом уровне число жителей Земли будет оставаться до 2100 года.